# Банкс (Алабама)
Банкс (енгл. Banks) град је у америчкој савезној држави Алабама. По попису становништва из 2010. у њему је живело 179 становника.

## Демографија
Према попису становништва из 2010. у граду је живело 179 становника, што је 45 (20,1%) становника мање него 2000. године.
| Група             | 2000.       | 2010.       |
| Белци             | 190 (84,8%) | 124 (69,3%) |
| Афроамериканци    | 23 (10,3%)  | 44 (24,6%)  |
| Азијати           | 0 (0,0%)    | 0 (0,0%)    |
| Хиспаноамериканци | 2 (0,9%)    | 2 (1,1%)    |
| Укупно            | 224         | 179         |